# Bitwa pod Dobromierzem

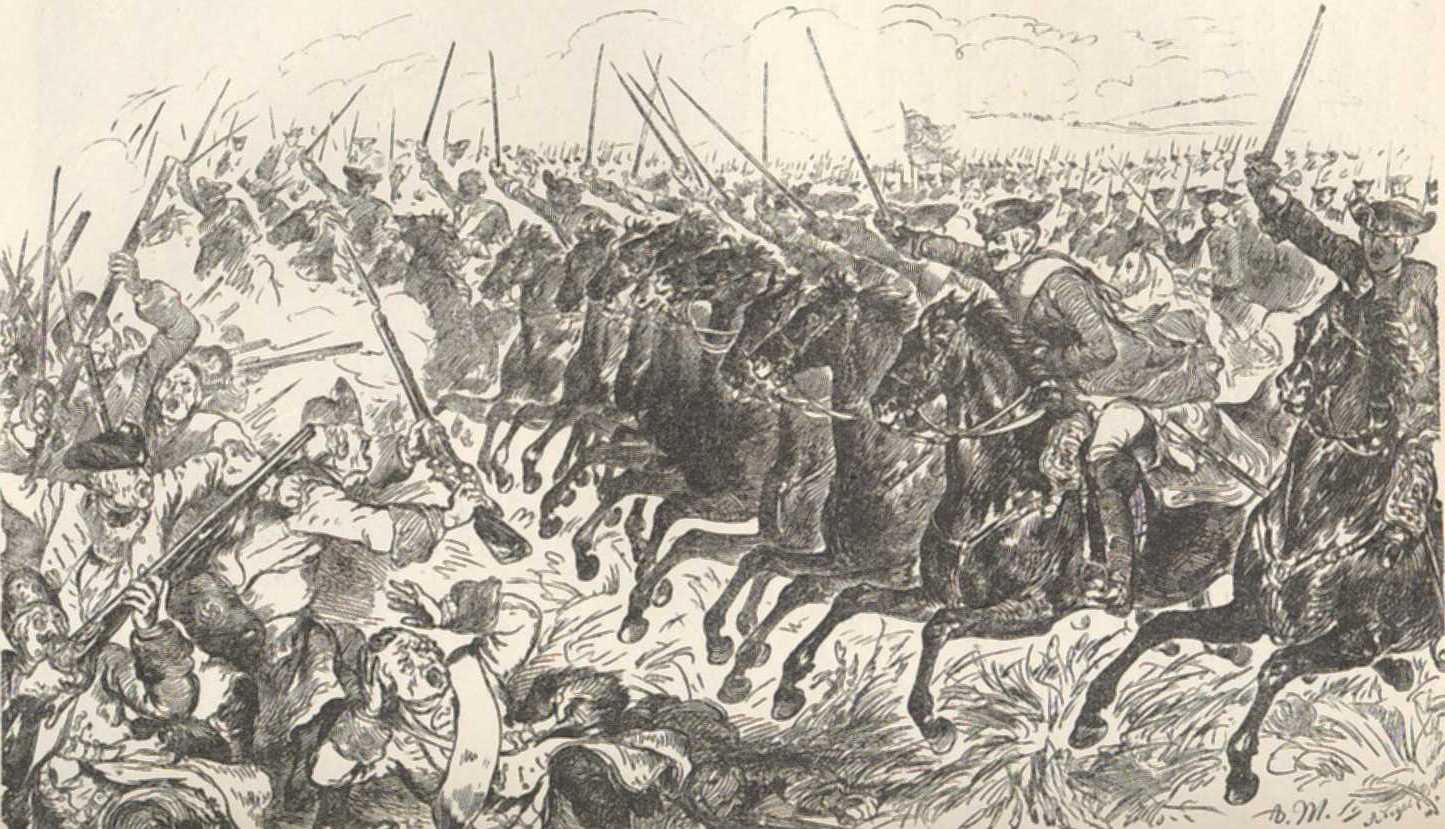
Słynna szarża dragonów (rys. Adolph Menzel)

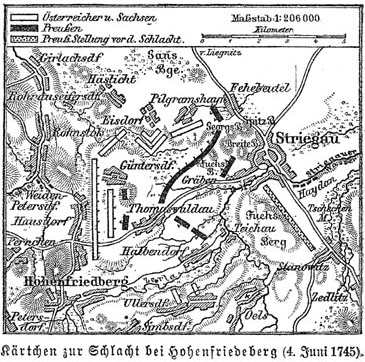
Mapa sytuacyjna pola bitwy

Bitwa pod Dobromierzem – starcie zbrojne, które miało miejsce 4 czerwca 1745 roku podczas drugiej wojny śląskiej (w ramach szerszych zmagań wojny o sukcesję austriacką) między wojskami pruskimi dowodzonymi osobiście przez króla Prus Fryderyka II a wojskami koalicji austriacko-saskiej pod dowództwem księcia Karola Lotaryńskiego, wspieranego przez saskiego księcia Jana Adolfa von Sachsen-Weissenfels.

## Działania poprzedzające
Król Prus znajdował się w trudnym położeniu, ponieważ jego wyprawa na Czechy w 1744 zakończyła się porażką, a sytuacja polityczna w Europie była dla niego również niesprzyjająca. Armia austriacko-saska wysłana w końcu maja z Czech dla odbicia Śląska, liczyła 65 000 żołnierzy (w tym 2/3 austriackich, 1/3 saskich). 3 czerwca dotarła w rejon Strzegomia i Dobromierza. Jej koalicyjni dowódcy zmyleni błędnymi doniesieniami, sądzili, że stojący pod Świdnicą Fryderyk II ma słabe siły i zamierza się wycofać jak w 1744. On jednak postanowił przejąć inicjatywę i wybrać dogodny dla siebie teren bitwy, zwabiwszy tam przeciwnika. W jego strategicznych planach starcie to miało ponownie zdecydować o posiadaniu zagrożonego odebraniem Śląska.
Dowodzone przez księcia Karola siły nieprzyjacielskie obliczano na 40 400 piechoty i 18 300 kawalerii ze 121 działami. Strona pruska dysponowała 38 600 piechurami i 19 900 jazdy, mając też przewagę w artylerii (192 działa).
W nocy 3/4 czerwca król pruski pospiesznie przerzucił niemal 60 tysięcy swych żołnierzy pod Strzegom, początkowo kryjąc ich za miejscowymi wzgórzami, a następnie pod osłoną mroku wszystkimi siłami przekroczył Strzegomkę, rozwijając je naprzeciw pozycji saskiej awangardy wojsk cesarskich.

## Bitwa
O świcie ok. 4:00, zupełnie zaskakując przeciwników, król zaatakował uderzając najpierw na straże przednie, a następnie na główne siły ks. Sachsen-Weissenfels. Zostały one odrzucone, mimo zaciętego oporu Sasów (szczególnie jazdy i grenadierów), liczących na szybkie nadejście austriackich posiłków. Dopiero ok. 7:00 Prusacy zmusili ich do odwrotu. Fryderyk II dawał dowody rzadkiego wówczas męstwa, osobiście prowadząc 3 bataliony grenadierów na umocnione stanowiska austriackich baterii, dziesiątkujących swym ogniem atakujących Prusaków.
W tym czasie obozujące koło Dobromierza austriackie wojska księcia Lotaryńskiego (który sądził, że to Sasi zaatakowali Strzegom), niechętnie włączyły się do starcia, przemieszczając się w kierunku pola walki. Kiedy nadeszły, bitwa wstąpiła w drugą fazę. Linie piechoty zaczęły prowadzić morderczą wymianę ognia, w której Austriacy wyraźnie ustępowali Prusakom – lecz bez widocznego rozstrzygnięcia. Dopiero gdy silna i przepojona ofensywnym duchem jazda pruska zmusiła do odwrotu austriacką, prowadzoną osobiście do boju przez księcia Lotaryńskiego, przeważyło to szalę zwycięstwa na stronę Prusaków i ok. 8:00 austriacki dowódca nakazał odwrót za Dobromierz, osłaniany przez oddziały Nádasdy’ego.

### Szarża dragonów Ansbach-Bayreuth
Chociaż bitwa była już rozstrzygnięta i dobiegała końca, wtedy właśnie miał miejsce jej najsłynniejszy epizod. W chwili gdy piechota austriacka szykowała się do odwrotu, kula armatnia zabiła jej dowódcę Thungena, a równocześnie ranny został jeden z czołowych dowódców austriackich Leopold von Daun.
Wstrząśnięci tym żołnierze jednego z regimentów rzucili się do ucieczki i w szyku Austriaków powstała luka. Natychmiast wykorzystał ją uważany za najlepszy oddział jazdy w armii pruskiej, regiment dragonów Bayreuth, którego dowódcą był Otto Magnus von Schwerin. We wspaniałej szarży (podobno najsłynniejszej w dziejach kawalerii pruskiej) ten pułk kawalerii rozbił 20 batalionów piechoty i zdobył 67 chorągwi.
Szarża ta nie przesądziła o wyniku bitwy, rozstrzygniętej już wcześniej, ale znacznie powiększyła rozmiary pruskiego zwycięstwa. Ubocznym jej następstwem był skomponowany przez Fryderyka II po bitwie Hohenfriedberger Marsch, który ofiarowany dragonom Bayreuth, do dziś pozostaje w repertuarze wojskowych marszów niemieckich.

## Podsumowanie
W bitwie Austriacy stracili ok. 10 300 żołnierzy, Sasi 2 900, a Prusacy ponad 4 700. Wśród batalii stoczonych przez Fryderyka II starcie to charakteryzowało się najkorzystniejszym stosunkiem strat względem przeciwnika (16:1). W ręce pruskie wpadło 76 chorągwi i sztandarów oraz 66 dział i kilka tysięcy jeńców. Sam monarcha utrzymywał, że nie było tak wielkiego zwycięstwa od czasów bitwy pod Blenheim. Król Prus odniósł je, mimo że znaczna część jego piechoty nie była zaangażowana w boju bezpośrednim, a on nie wykazał się świetnym poziomem dowodzenia i nie w pełni nad nim panował. Istotną rolę odegrała przewaga artylerii – Prusacy mieli 3,2 działa na tysiąc żołnierzy, a ich przeciwnicy tylko 1,9. Poza tym starcie to miało duże znaczenie dla kawalerii, stanowiąc ważny etap dla rozwoju lekkiej jazdy (huzarzy), która traktowana dotąd jako pomocnicza, wykazała swą skuteczność w walnej bitwie.

### Skutki strategiczne
Mimo sukcesu, Fryderyk nie podjął pościgu za nieprzyjacielem, zadowalając się jedynie demonstracyjnym wkroczeniem do Czech aż po Hradec Králové (Königgrätz). Wbrew jego oczekiwaniom zwycięstwo to nie przyniosło zmiany w nieprzejednanym stanowisku władczyni Austrii Marii Teresy w kwestii przynależności Śląska i nie zakończyło toczącej się wojny. Jej nieustępliwość wobec Prus podzielał władca Saksonii popierany przez Rosjan, a pojednawcze zabiegi dyplomacji angielskiej były nieskuteczne.